# Клэр Морье
Клэр Морье (фр. Claire Maurier, урожденная: Одетта-Мишель Сюзанн Аграмон фр. Odette-Michelle-Suzanne Agramon; род. 27 марта 1929, Сере, Франция) — французская актриса.

## Биография
Одетта-Мишель-Сюзанна Аграмон родилась 27 марта 1929 года во французской коммуне Сере, в регионе Восточные Пиренеи, который находится на юго-западе Франции.
Она начала свою актерскую карьеру в небольших ролях в кино в конце 1940-х годов. В 1978 году сыграла заметную роль в фильме «Клетка для чудаков».
Два года спустя, сыграла Мадлен, привлекательную стареющую женщину в «Плохом сыне» Клода Соте.
В 2001 году снялась в фильме «Амели», который стал на тот момент самым кассовым франкоязычным фильмом, выпущенным в США. Фильм выиграл четыре премии «Сезар», и был номинирован на пять номинаций «Оскар».